# Armandas Kučys
Armandas Kučys, né le 27 février 2003 à Panevėžys, est un footballeur international lituanien qui évolue au poste d'avant-centre au NK Celje.

## Biographie

### Carrière en club
Passé par plusieurs clubs de Panevėžys dans sa Lituanie natale — marquant notamment 36 buts avec les moins de 19 ans du FK Panevėžys, avant d'être prêté aux voisins du FK Ekranas —, il rejoint ensuite l'académie du Kalmar FF le 8 janvier 2021, étant initialement intégré à l'effectif des moins de 19 ans du club suèdois,,.
Lors de la Ligue Conférence 2024-2025, il s'illustre avec son club slovène de NK Celje, en marquant 6 buts, permettant à son équipe de rejoindre les Quarts de finale.

### Carrière en sélection
Déjà international lituanien en équipes de jeunes — il s'illustre notamment avec un quadruplé lors d'une victoire 4-0 contre le Kirghizistan en moins de 17 —, Kučys fait ses débuts avec l'équipe de Lituanie senior le 15 novembre 2021 lors d'un match amical contre le Koweït,,,.

## Syle de jeu
Armandas est le fils d'Aurimas Kučys (en), un ancien footballeur international lituanien,.